# Derby Records
Derby Records est une label discographique indépendant américain, anciennement basé à  New York, dans l'État de New York, actif entre 1949 et 1953. 

## Histoire
Le label indépendant Derby Records est fondé en 1949 par Larry Newton et son associé Eddie Heller à New York. Au cours de ses deux premières années d'existence, il se concentre sur le marché du rhythm and blues en plein essor aux États-Unis. Le groupe de studio du label était dirigé par le saxophoniste ténor Freddie Mitchell. Le label atteint avec succès les hit-parades américains avec la chanson Wheel of Fortune de Sunny Gale, arrangée et accompagnée par Eddie Wilcox. 
Fin 1953, Newton fonde avec Lee Magid un autre label, Central Records, ce qui entraîne rapidement la fin financière de Derby Records. Les bandes master sont achetées par RCA Records en 1954 et les enregistrements sont distribués sur le label à petit budget Allegro, orienté vers le marché en plein essor du rock 'n' roll. Le label a publié des enregistrements de Joe Black, Eunice Davis, Frank Humphries, Bette McLaurin, Bob Mitchell, Jaye P. Morgan, Doc Pomus, Jimmy Preston, Tommy Reynolds, Trudy Richards, Valaida Snow, Cedric Wallace, Eddie Wilcox et Cootie Williams.